# Liste der Bodendenkmäler in Eppishausen
Auf dieser Seite sind die Bodendenkmäler in der schwäbischen Gemeinde Eppishausen zusammengestellt. Diese Tabelle ist eine Teilliste der Liste der Bodendenkmäler in Bayern. Grundlage ist die Bayerische Denkmalliste, die auf Basis des Bayerischen Denkmalschutzgesetzes vom 1. Oktober 1973 erstmals erstellt wurde und seither durch das Bayerische Landesamt für Denkmalpflege geführt wird. Die folgenden Angaben ersetzen nicht die rechtsverbindliche Auskunft der Denkmalschutzbehörde.

## Bodendenkmäler der Gemeinde Eppishausen

### Bodendenkmäler in der Gemarkung Balzhausen
| Lage                  | Objekt                                               | Akten-Nr.     | Bild |
| --------------------- | ---------------------------------------------------- | ------------- | ---- |
| Balzhausen (Standort) | Verebnete Grabhügel vorgeschichtlicher Zeitstellung. | D-7-7729-0030 |      |

### Bodendenkmäler in der Gemarkung Eppishausen
| Lage                   | Objekt | Akten-Nr.     | Bild |
| ---------------------- | --- | ------------- | ---- |
| Eppishausen (Standort) | Mittelalterliche und frühneuzeitliche Befunde im Bereich der Katholischen Pfarrkirche St. Michael in Eppishausen. | D-7-7829-0064 |      |

### Bodendenkmäler in der Gemarkung Haselbach
| Lage                 | Objekt | Akten-Nr.     | Bild |
| -------------------- | --- | ------------- | ---- |
| Haselbach (Standort) | Siedlung der Bronzezeit.                                                                                        | D-7-7728-0001 |      |
| Haselbach (Standort) | Freilandstation des Mesolithikums.                                                                              | D-7-7729-0001 |      |
| Haselbach (Standort) | Befestigung vor- und frühgeschichtlicher Zeitstellung und Burgstall des Mittelalters.                           | D-7-7729-0002 |      |
| Haselbach (Standort) | Siedlung vor- und frühgeschichtlicher Zeitstellung.                                                             | D-7-7729-0003 |      |
| Haselbach (Standort) | Töpferei der Latènezeit.                                                                                        | D-7-7729-0004 |      |
| Haselbach (Standort) | Mittelalterliche und frühneuzeitliche Befunde im Bereich der Katholischen Pfarrkirche St. Stephan in Haselbach. | D-7-7729-0068 |      |
| Haselbach (Standort) | Freilandstation des Mesolithikums.                                                                              | D-7-7829-0021 |      |

### Bodendenkmäler in der Gemarkung Könghausen
| Lage                  | Objekt | Akten-Nr.     | Bild |
| --------------------- | --- | ------------- | ---- |
| Könghausen (Standort) | Mittelalterliche und frühneuzeitliche Befunde im Bereich der Katholischen Pfarrkirche St. Johannes Baptista in Könghausen. | D-7-7829-0068 |      |

### Bodendenkmäler in der Gemarkung Mörgen
| Lage              | Objekt | Akten-Nr.     | Bild |
| ----------------- | --- | ------------- | ---- |
| Mörgen (Standort) | Siedlung der Vorgeschichte, Gräber der römischen Kaiserzeit, Burgstall des Mittelalters.                                             | D-7-7829-0001 |      |
| Mörgen (Standort) | Grabenwerk vor- und frühgeschichtlicher Zeitstellung.                                                                                | D-7-7829-0002 |      |
| Mörgen (Standort) | Grabhügel vorgeschichtlicher Zeitstellung.                                                                                           | D-7-7829-0023 |      |
| Mörgen (Standort) | Mittelalterliche und frühneuzeitliche Befunde im Bereich der Katholischen Pfarrkirche St. Georg in Mörgen und ihrer Vorgängerbauten. | D-7-7829-0024 |      |
| Mörgen (Standort) | Grabhügel vorgeschichtlicher Zeitstellung.                                                                                           | D-7-7829-0090 |      |